# Hyperolius polystictus
Espèce
Statut de conservation UICN

 VU D2 : Vulnérable
Hyperolius polystictus est une espèce d'amphibiens de la famille des Hyperoliidae.

## Répartition
Cette espèce est endémique de la République démocratique du Congo. Elle se rencontre aux alentours des chutes de la Lofoï dans la province du Haut-Katanga,.

## Publication originale
- Laurent, 1943 : Les Hyperolius (Batraciens) du Musee Congo. Annales du Musée Royal du Congo Belge, Sciences Zoologiques, Tervuren, vol. 4, p. 61-140.